# 오시 (키르기스스탄)
오시(키르기스어: Ош, 영어: Osh)는 키르기스스탄 서남부 오시주에 있는 도시이다. 오시 주의 주도이며, 수도 비슈케크 다음가는 키르기스스탄 제 2의 도시이다. 인구 약 255,800 (2012).

## 개요
오시는 우즈베키스탄 국경 부근에 위치하며, 약 255 800 주민은 키르기스인, 우즈베크인, 러시아인, 타지크인 등 여러 민족을 포함하고 있다.
페르가나 분지의 비옥한 지대에 있는 오시는 중앙 아시아에서 가장 크고 가장 혼잡한 야외 시장이 있는 활기찬 곳이다. 소련 시절 동안 구축되었던 산업 기반은 소비에트 연방의 해체 뒤에 크게 붕괴되었다가 최근 차츰 소생하기 시작한 상태이다.

## 역사와 최근 현황
오시는 중앙 아시아에서 가장 오래 된 정착지 중 한 곳이다. 오시의 발생은 태고 시대 이래로 성스러운 산으로서 존경받는 남쪽 술레이만산의 산허리에서 발견된 청동기 시대 농부들의 정착과 관련되어 있다.
오시는 실크로드를 따라서 비단 생산의 중심으로서 일찍이 8세기에 알려졌었다. 중세시대에 인도와 중국에서 유럽까지를 잇는 무역로의 교차점으로 번영하였다. 실크로드 길의 하나가 도시를 통과하여 동양과 서양을 연결하였다.
그 후 여러 한국이 흥망을 거듭하다 러시아 제국이 중앙 아시아로 진출하면서 그 세력하에 놓였고, 이 지역은 1876년 러시아 제국에 합병되었다. 소비에트 연방 형성 후 키르기스 소비에트 사회주의 공화국의 도시가 되었다. 소련 말기, 이 지역은 여러 민족이 뒤섞여 사는 지역 특성상 민족 대립이 잦았고, 결국 1990년 우즈베크인과 키르기스인 사이에 대규모 유혈 충돌이 일어나 많은 사람들이 사망하는 참사가 일어났다. 당시 사망자 수는 정확히 집계되지는 않았으나, 보도에 따라 수백명에서 천여명에 이르는 것으로 알려져 있다. 소련 붕괴를 앞두고 일어난 이 내전으로 우즈베크와 키르기스는 큰 타격을 입었으며, 독립 후로는 양 국가 간에 큰 충돌은 없는 상태가 지속되었다. 그러나 2010년 6월 10일, 다시 우즈베크인과 키르기스인 사이에 대립이 발생, 여러 날에 걸친 분규로 수백 명이 사망하고 많은 난민이 생겼다.

## 기후
| Osh의 기후               | Osh의 기후  | Osh의 기후  | Osh의 기후  | Osh의 기후  | Osh의 기후  | Osh의 기후  | Osh의 기후  | Osh의 기후  | Osh의 기후  | Osh의 기후  | Osh의 기후  | Osh의 기후  | Osh의 기후  |
| 월                       | 1월         | 2월         | 3월         | 4월         | 5월         | 6월         | 7월         | 8월         | 9월         | 10월        | 11월        | 12월        | 연간        |
| ------------------------ | ----------- | ----------- | ----------- | ----------- | ----------- | ----------- | ----------- | ----------- | ----------- | ----------- | ----------- | ----------- | ----------- |
| 일평균 최고 기온 °C (°F) | 0.8 (33.4)  | 3.8 (38.8)  | 11.7 (53.1) | 20.3 (68.5) | 25.6 (78.1) | 30.5 (86.9) | 32.4 (90.3) | 30.8 (87.4) | 26.5 (79.7) | 19.1 (66.4) | 10.5 (50.9) | 3.2 (37.8)  | 17.9 (64.3) |
| 일일 평균 기온 °C (°F)   | −3.8 (25.2) | −1.0 (30.2) | 6.4 (43.5)  | 14.1 (57.4) | 18.9 (66.0) | 23.0 (73.4) | 24.9 (76.8) | 23.1 (73.6) | 18.5 (65.3) | 12.0 (53.6) | 4.8 (40.6)  | −1.0 (30.2) | 11.7 (53.0) |
| 일평균 최저 기온 °C (°F) | −8.3 (17.1) | −5.8 (21.6) | 1.1 (34.0)  | 7.9 (46.2)  | 12.3 (54.1) | 15.6 (60.1) | 17.4 (63.3) | 15.5 (59.9) | 10.5 (50.9) | 4.9 (40.8)  | −0.8 (30.6) | −5.1 (22.8) | 5.4 (41.8)  |
| 평균 강수량 mm (인치)    | 35 (1.4)    | 44 (1.7)    | 55 (2.2)    | 52 (2.0)    | 47 (1.9)    | 18 (0.7)    | 12 (0.5)    | 6 (0.2)     | 8 (0.3)     | 38 (1.5)    | 32 (1.3)    | 32 (1.3)    | 379 (15)    |
| 출처: Climate-data.org   |             |             |             |             |             |             |             |             |             |             |             |             |             |

## 자매 도시
- 튀르키예 이스탄불
- 러시아 상트페테르부르크
- 사우디아라비아 지다

## 같이 보기
- 자말라
- 로자 오툰바예바